# マーティン・ルーニー
マーティン・ジョゼフ・ルーニー（Martyn Joseph Rooney、1987年4月3日 ‐ ）は、イギリス（イングランド）・クロイドン出身の陸上競技選手。専門は短距離走の400m。2008年北京オリンピック男子4×400mリレーの銅メダリストである。

## 経歴
両親はアイルランド人。
小学校でクロスカントリーを始めるも、16歳か17歳の頃までは真剣に陸上競技に取り組んでいなかった。陸上競技のほか、ラグビーなど他のスポーツも取り組んでいたが、ラグビーをやるには痩せていたということもあり、結果を残していた陸上競技に絞った。当初は800mと1500mをこなす中距離走の選手だった。
2005年、18歳の若さで8月のヘルシンキ世界選手権男子4×400mリレーに出場すると、決勝でイギリスチームの2走を務め、44秒9のラップをマークして4位に貢献した。
2006年、3月の英連邦競技大会男子400m準決勝で45秒35のジュニアイギリス新記録を樹立。ロジャー・ブラックが作った従来の記録を0秒01更新した。8月の世界ジュニア選手権男子400mでは3位に入り、この種目では1990年プロヴディフ大会のマーク・リチャードソン（銅メダル）以来、イギリス史上2人目のメダリストとなった。
2008年、7月のロンドングランプリ男子400mで45秒の壁を突破（44秒83）。8月の北京オリンピックは男子400m準決勝を44秒60の自己ベスト（当時）で通過して6位入賞を果たした。男子4×400mリレー決勝ではイギリスチームのアンカーを務め、チーム最速ラップとなる43秒73をマークするもメダルには0秒75届かず4位に終わった。この時マークした2分58秒81はメダルに届かなかったチームの過去最速タイム（当時）となったが、大会から7年後の2016年、銅メダルを獲得していたロシアチームはデニス・アレクセエフのドーピングで失格となり、メダルは剥奪された。そのため、イギリスチームは4位から3位に繰り上がり、大会から7年後の2017年にイギリスチームは銅メダルを授与された。
2009年、8月のベルリン世界選手権男子4×400mリレー決勝でイギリスチームのアンカーを務め、44秒83のラップをマークして銀メダル獲得に貢献した。
2012年、8月のロンドンオリンピック男子4×400mリレー決勝でイギリスチームのアンカーを務め、チーム最速ラップとなる44秒09をマークするもメダルには0秒13届かず4位に終わった。
2013年、8月のモスクワ世界選手権男子4×400mリレー決勝でイギリスチームの2走を務め、チーム最速ラップとなる44秒5をマークするもメダルには0秒98届かず4位に終わった。
2014年、8月のヨーロッパ選手権男子400m決勝は同じイギリスのマシュー・ハドソン＝スミスに0秒04差で勝利し、自身初のメジャータイトルを獲得した。この種目でのイギリス勢の優勝は1998年大会のイワン・トーマス以来であり、イギリス勢のワンツーフィニッシュは1994年大会（デュエーヌ・ラデージョとロジャー・ブラック）以来となった。アンカーを務めた男子4×400mリレーでも金メダルを獲得し、男子400mとの大会2冠を達成した。
2015年、8月の北京世界選手権男子4×400mリレー決勝でイギリスチームのアンカーを務め、チーム最速ラップとなる43秒97をマーク。フィニッシュ直前に3位のジャマイカチームのジャボン・フランシスをかわし、0秒004差の接戦を制し銅メダル獲得に貢献した。
2016年、7月のヨーロッパ選手権男子400m決勝はチェコのパベル・マスラク（45秒36）らに競り勝ち、45秒29で大会2連覇を飾った。この種目での2連覇達成はロジャー・ブラック（1986年・1990年）以来、史上2人目の快挙となった。
2017年、8月のロンドン世界選手権男子4×400mリレー決勝でイギリスチームのアンカーを務め、44秒40のラップをマークして銅メダル獲得に貢献した。

## 人物
- ライバルはベルギーのジョナサン・ボルリー（英語版）とケビン・ボルリー（英語版）[13]。
- 親友はパラアスリートのダン・グレーヴス (Dan Greaves) [13]。
- ミルカチョコレートバーが大好物[13]。
- クリスタル・パレスFCのファン。好きな選手はアイルランド人のレイ・ホートン[1]。
- 従兄弟のシアラン・マーティン (Ciarán Martyn) はアイルランドのサッカー選手[14]。
- 妻のケイト・ルーニー (Kate Rooney) は棒高跳の元選手[15]。2008年北京オリンピックと2012年ロンドンオリンピック出場、2009年ベルリン世界選手権6位、イギリス記録樹立などの実績を持つ。

## 自己ベスト
- 記録欄の（　）内の数字は風速（m/s）で、+は追い風を意味する。

| 種目 | 記録            | 年月日        | 場所         | 備考           |
| 屋外 | 屋外            | 屋外          | 屋外         | 屋外           |
| ---- | --------------- | ------------- | ------------ | -------------- |
| 200m | 21秒08（+0.7）  | 2013年5月19日 | ラフバラー   |                |
| 200m | 20秒87w（+2.1） | 2011年5月1日  | アーバイン   | 追い風参考記録 |
| 300m | 32秒72          | 2016年6月11日 | ライデン     |                |
| 400m | 44秒45          | 2015年8月23日 | 北京         |                |
| 600m | 1分16秒9        | 2005年9月24日 | クローリー   | 手動計時       |
| 800m | 1分50秒55       | 2005年9月7日  | ワトフォード |                |

## 主要大会成績
- 備考欄の記録は当時のもの

| 年   | 大会                                 | 場所               | 種目    | 結果   | 記録            | 備考                                                |
| ---- | ------------------------------------ | ------------------ | ------- | ------ | --------------- | --------------------------------------------------- |
| 2005 | ヨーロッパジュニア選手権 (en)        | カウナス           | 400m    | 2位    | 46秒56          |                                                     |
| 2005 | ヨーロッパジュニア選手権 (en)        | カウナス           | 4x400mR | 優勝   | 3分06秒67 (4走) |                                                     |
| 2005 | 世界選手権                           | ヘルシンキ         | 4x400mR | 4位    | 3分02秒94 (2走) |                                                     |
| 2006 | 英連邦競技大会 (en)                  | メルボルン         | 400m    | 5位    | 45秒51          | イングランド代表 準決勝45秒35：ジュニアイギリス記録 |
| 2006 | 英連邦競技大会 (en)                  | メルボルン         | 4x400mR | 4位    | 3分02秒01 (4走) | イングランド代表                                    |
| 2006 | 世界ジュニア選手権                   | 北京               | 400m    | 3位    | 45秒87          |                                                     |
| 2006 | 世界ジュニア選手権                   | 北京               | 4x400mR | 3位    | 3分05秒49 (4走) |                                                     |
| 2007 | 世界選手権                           | 大阪               | 400m    | 予選   | 45秒47          |                                                     |
| 2007 | 世界選手権                           | 大阪               | 4x400mR | 6位    | 3分02秒94 (4走) |                                                     |
| 2007 | ワールドアスレチック ファイナル (en) | シュトゥットガルト | 400m    | 6位    | 46秒25          |                                                     |
| 2008 | オリンピック                         | 北京               | 400m    | 6位    | 45秒12          | 準決勝44秒60：自己ベスト                            |
| 2008 | オリンピック                         | 北京               | 4x400mR | 3位    | 2分58秒81 (4走) |                                                     |
| 2008 | ワールドアスレチック ファイナル (en) | シュトゥットガルト | 400m    | 5位    | 45秒82          |                                                     |
| 2009 | 世界選手権                           | ベルリン           | 400m    | 準決勝 | 45秒98          |                                                     |
| 2009 | 世界選手権                           | ベルリン           | 4x400mR | 2位    | 3分00秒53 (4走) |                                                     |
| 2010 | ヨーロッパ選手権                     | バルセロナ         | 400m    | 3位    | 45秒23          |                                                     |
| 2010 | ヨーロッパ選手権                     | バルセロナ         | 4x400mR | 2位    | 3分02秒25 (走)  |                                                     |
| 2010 | コンチネンタルカップ (en)            | スプリト           | 4x400mR | 2位    | 2分59秒84 (4走) | ヨーロッパ代表                                      |
| 2011 | 世界選手権                           | 大邱               | 400m    | 準決勝 | 46秒09          |                                                     |
| 2011 | 世界選手権                           | 大邱               | 4x400mR | 6位    | 3分01秒16 (4走) |                                                     |
| 2012 | オリンピック                         | ロンドン           | 400m    | 準決勝 | 45秒31          |                                                     |
| 2012 | オリンピック                         | ロンドン           | 4x400mR | 4位    | 2分59秒53 (4走) |                                                     |
| 2013 | 世界選手権                           | モスクワ           | 4x400mR | 4位    | 3分00秒88 (2走) |                                                     |
| 2014 | 世界リレー (en)                      | ナッソー           | 4x400mR | 4位    | 3分00秒32 (4走) |                                                     |
| 2014 | 英連邦競技大会 (en)                  | グラスゴー         | 400m    | 4位    | 45秒15          | イングランド代表                                    |
| 2014 | ヨーロッパ選手権                     | チューリッヒ       | 400m    | 優勝   | 44秒71          |                                                     |
| 2014 | ヨーロッパ選手権                     | チューリッヒ       | 4x400mR | 優勝   | 2分58秒79 (4走) |                                                     |
| 2014 | コンチネンタルカップ (en)            | マラケシュ         | 400m    | 7位    | 45秒93          | ヨーロッパ代表                                      |
| 2014 | コンチネンタルカップ (en)            | マラケシュ         | 4x400mR | 2位    | 3分00秒10 (4走) | ヨーロッパ代表                                      |
| 2015 | 世界選手権                           | 北京               | 400m    | 準決勝 | 45秒29          | 予選44秒45：自己ベスト                              |
| 2015 | 世界選手権                           | 北京               | 4x400mR | 3位    | 2分58秒51 (4走) |                                                     |
| 2016 | ヨーロッパ選手権                     | アムステルダム     | 400m    | 優勝   | 45秒29          |                                                     |
| 2016 | オリンピック                         | リオデジャネイロ   | 400m    | 予選   | 45秒60          |                                                     |
| 2016 | オリンピック                         | リオデジャネイロ   | 4x400mR | 予選   | DQ (4走)        |                                                     |
| 2017 | 世界選手権                           | ロンドン           | 400m    | 予選   | 45秒75          |                                                     |
| 2017 | 世界選手権                           | ロンドン           | 4x400mR | 3位    | 2分59秒00 (4走) |                                                     |